# Scorzè
Scorzè és un municipi italià, dins de la ciutat metropolitana de Venècia. L'any 2007 tenia 18.944 habitants. Limita amb els municipis de Martellago, Mogliano Veneto (TV), Noale, Salzano, Trebaseleghe (PD), Venècia i Zero Branco (TV).

## Administració
| Període   | Identitat                   | Partit         |
| --------- | --------------------------- | -------------- |
| 1999-2004 | Romano Centomo              | centreesquerra |
| 2004-2008 | Clara Caverzan              | centredreta    |
| 2008-2009 | Luigi Pizzi                 |                |
| 2009-     | Giovanni Battista Mestriner | centredreta    |